# Ramirez
Ramirez je zagrebački rock sastav, dio tzv. novog novog vala u hrvatskoj glazbi.

## Članovi
- Aljoša Šerić – vokal i akustična gitara
- Saša Jungić – električna gitara
- Tomislav Šušak – bas-gitara
- Goran Leka – bubnjevi
- Ozren Ratković – bass/Loop PC/Management

## Povijest
Debitantski album Ramirez snima tijekom 2004. pod ravnanjem Denisa Mujadžića – Denykena i predstavlja ga singlom "Iste cipele", koji debitira na prvim mjestima brojnih mainstream top ljestvica u Hrvatskoj i postiže zapažen uspjeh. Album se prodaje u relativno dobroj nakladi s obzirom na domaće prilike i sastav na krilima uspješnih nastupa (kao predgrupa Hladnom pivu na njihovoj turneji, na zagrebačkom koncertu Fiju Briju, kao i double bill koncertu s hip-pop sastavom Elemental) izdaje još tri singla.
Video spot za pjesmu "Fantastično, bezobrazno" 2009. biva zabranjen na svim nacionalnim tv postajama u Republici Hrvatskoj. Kontroverzni video spot režirao je Filip Filković Philatz. Video spot je prvenstveno zabranjen zbog neprikladnog sadržaja poput prikazivanja vizualnog nasilja, korištenje alkohola i prikazivanje istog te uporaba opojnih sredstava. 

## Diskografija

### Albumi
- Ramirez (2004.)
- Copy/Paste (2006.)
- Divovi i kamikaze (2009.)
- Svijet je lijep (2011.)

### Singlovi
- "Iste cipele" (2004.)
- "Sve je OK" (2004.)
- "Otjeraj me" (2005.)
- "Barcelona" (2005.)
- "Ništa posebno" (2006.)
- "Loš (treća)" (2006.)
- "Copy/Paste" (2006.)
- "Učini nešto danas" (2009.)
- "Sedam" (2009.)
- "Fantastično, bezobrazno" (2009.)
- "Ti i ja" (2010.)
- "Da li me voli" (2011.)